# KiK
KiK Textilien und Non-Food GmbH (Eigenschreibweise: KiK) ist ein deutscher Textil- und Non-Food-Discounter mit Sitz in Bönen, der im Jahr 1994 von Stefan Heinig zusammen mit der Unternehmensgruppe Tengelmann gegründet wurde. Das Unternehmen ist mit 2400 Filialen die größte Textil- und Non-Food-Kette in Deutschland und verfügt insgesamt über 4200 Filialen in Deutschland, Österreich, Slowenien, Tschechien, Ungarn, der Slowakei, Kroatien, Polen, den Niederlanden, Italien, Rumänien, Bulgarien, Spanien und Portugal. Das Unternehmen beschäftigt rund 32.000 Mitarbeiter und erwirtschaftete 2023 einen Umsatz von 2,4 Milliarden Euro. Im deutschen Textilhandel rangiert KiK unter den zehn größten Anbietern.
KiK ist ein Akronym für „Kunde ist König“.

## Geschichte

### Gründung und internationale Expansion

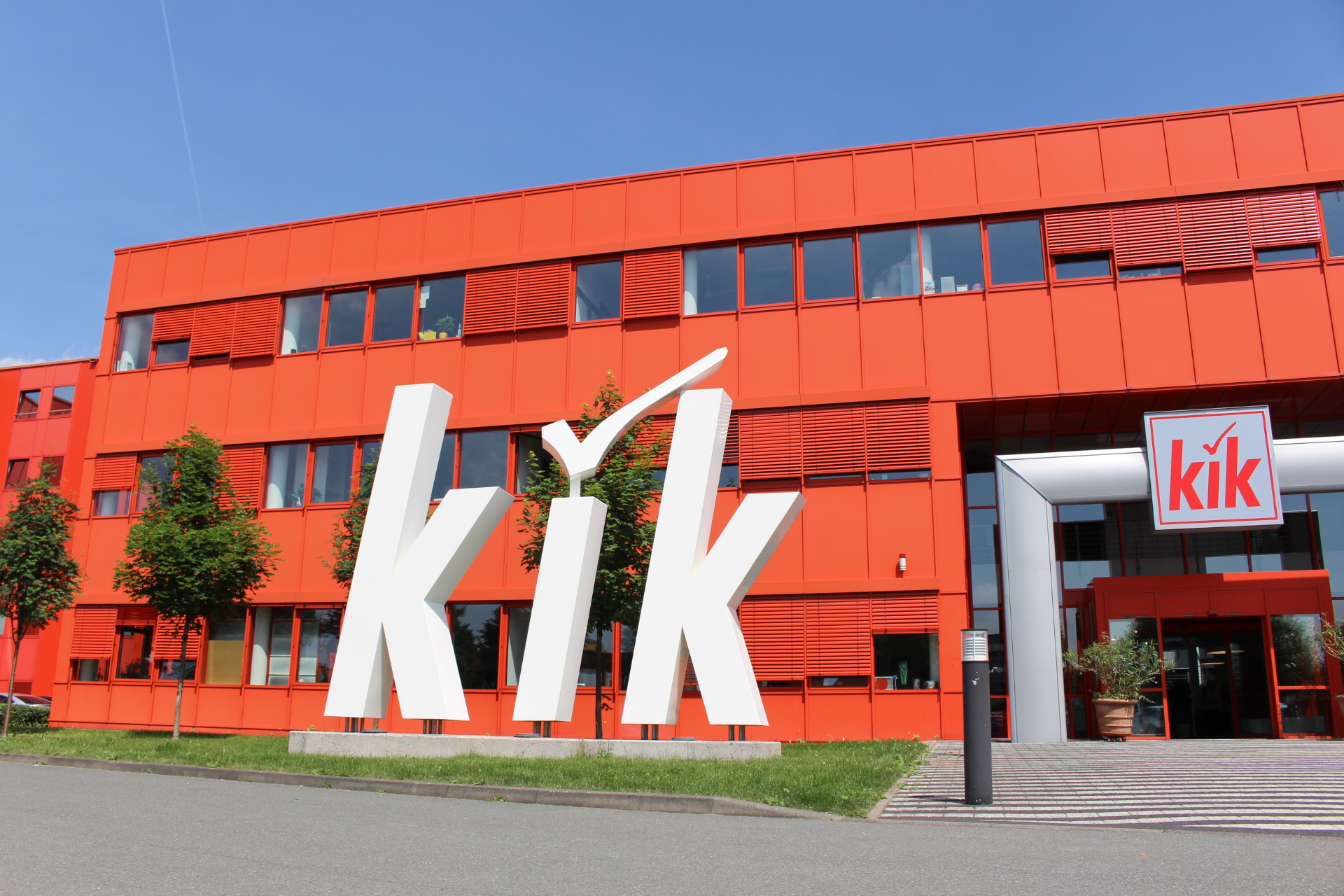
KiK-Europazentrale

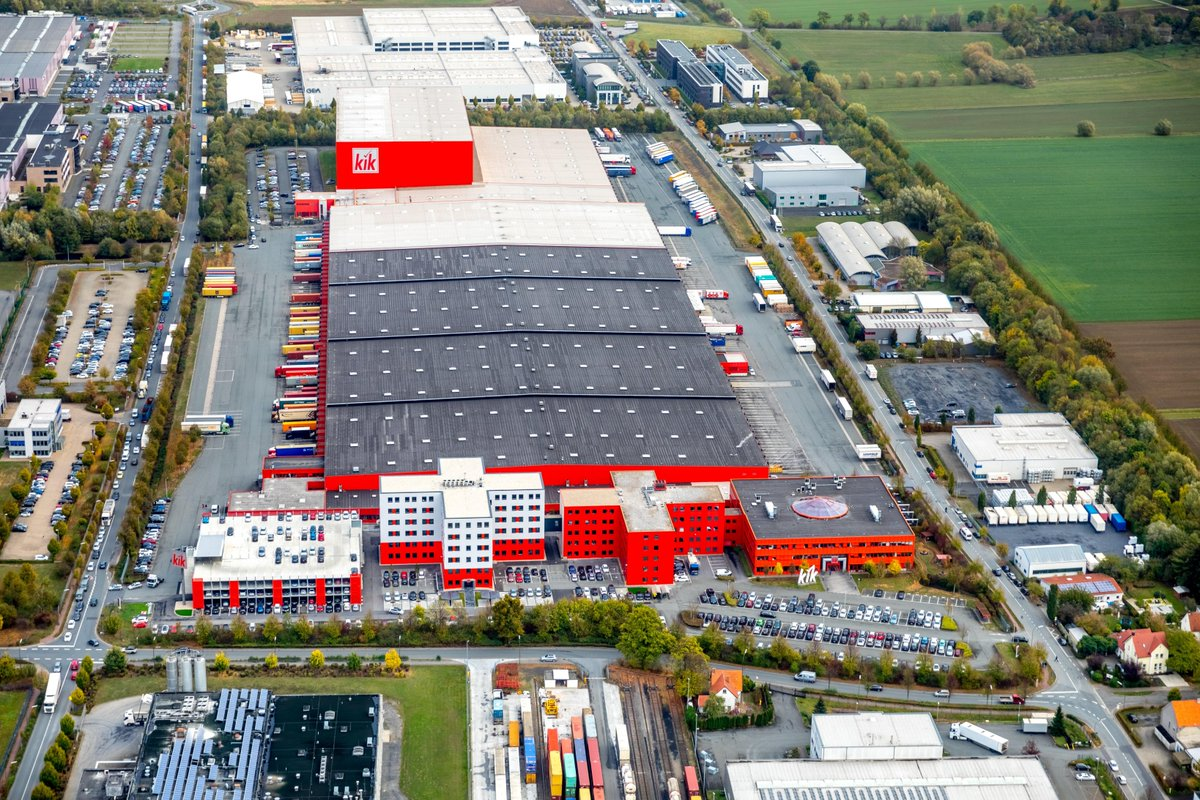
Logistik der KiK-Europazentrale

KiK wurde 1994 von Stefan Heinig zusammen mit der Tengelmann-Gruppe gegründet. Die erste Filiale befand sich in Düsseldorf-Gerresheim in einem ehemaligen Blumenladen. Bis zum Jahr 1996 entstanden 228 Geschäfte in Deutschland. 1998 expandierte KiK erstmals ins Ausland und eröffnete Filialen in Österreich. Der Versuch, ab dem Jahr 2000 den dänischen Markt zu erschließen, scheiterte und wurde 2002 beendet. Die bis dahin 17 eröffneten Filialen wurden wieder geschlossen.
Ab 2007 weitete das Unternehmen seine Präsenz in Osteuropa aus und eröffnete Filialen in Slowenien und Tschechien. 2008 folgten Ungarn und die Slowakei. Am 30. November 2010 wurde in Berlin die dreitausendste Filiale eröffnet. 2011 trat KiK dem Handelsverband Deutschland bei und setzte die Expansion fort. 2011 eröffnete KiK die erste Filiale in Kroatien, 2012 folgte die erste Filiale in Polen, in Środa Wielkopolska.
Seit April 2013 betreibt das Unternehmen zudem einen Online-Shop. 2013 wurde außerdem die erste Filiale in den Niederlanden eröffnet; bis 2018 stieg die Zahl der Standorte dort auf 36, mit einem Ziel von insgesamt 300 Filialen. Im Oktober 2017 expandierte KiK erstmals nach Italien. Bis Ende 2018 wuchs das Filialnetz in Polen auf 258 Standorte mit einem Marktanteil von 23 Prozent. Ende 2018 betrieb KiK europaweit insgesamt 3697 Filialen und erzielte nach eigenen Angaben einen Netto-Umsatz von 2,05 Milliarden Euro.
Pläne für eine Expansion in die USA im Jahr 2019 wurden verworfen. Mittelfristig strebte KiK eine Erhöhung der Filialanzahl auf 5000 an, davon 3000 in Deutschland. Geschäftsführer Patrick Zahn formulierte darüber hinaus das Ziel, „KiK in jeden europäischen Kleiderschrank“ zu bringen.
2020 eröffnete das Unternehmen die erste Filiale in Bulgarien in der Hauptstadt Sofia.

### Vollständige Übernahme und neue Entwicklungen
Im Dezember 2020 übernahm die Tengelmann-Gruppe die verbleibenden Anteile von Unternehmensgründer Stefan Heinig, der zuvor über die H. H. Unternehmensgruppe 15,2 Prozent der Anteile gehalten hatte. Dies erfolgte im Tausch gegen Heinigs Beteiligung am Non-Food-Discounter TEDi.
2022 wurde die Expansion in Südeuropa vorangetrieben und KiK stieg in den spanischen und portugiesischen Markt ein. Zudem wurden weitere Filialen in Osteuropa eröffnet. Ende 2023 eröffnete KiK ein neues Lager in Polen.

## Unternehmensstruktur
Die KiK Textilien und Non-Food GmbH gehört zur Tengelmann Verwaltungs- und Beteiligungs GmbH. Vorsitzender der Geschäftsführung von KiK ist seit 2016 Patrick Zahn, weiterhin gehört Dirk Ankenbrand zur Geschäftsführung. Der Umsatz von KiK lag 2023 bei 2,4 Milliarden Euro, die Mitarbeiterzahl beträgt 2025 rund 32.000.

### Standorte

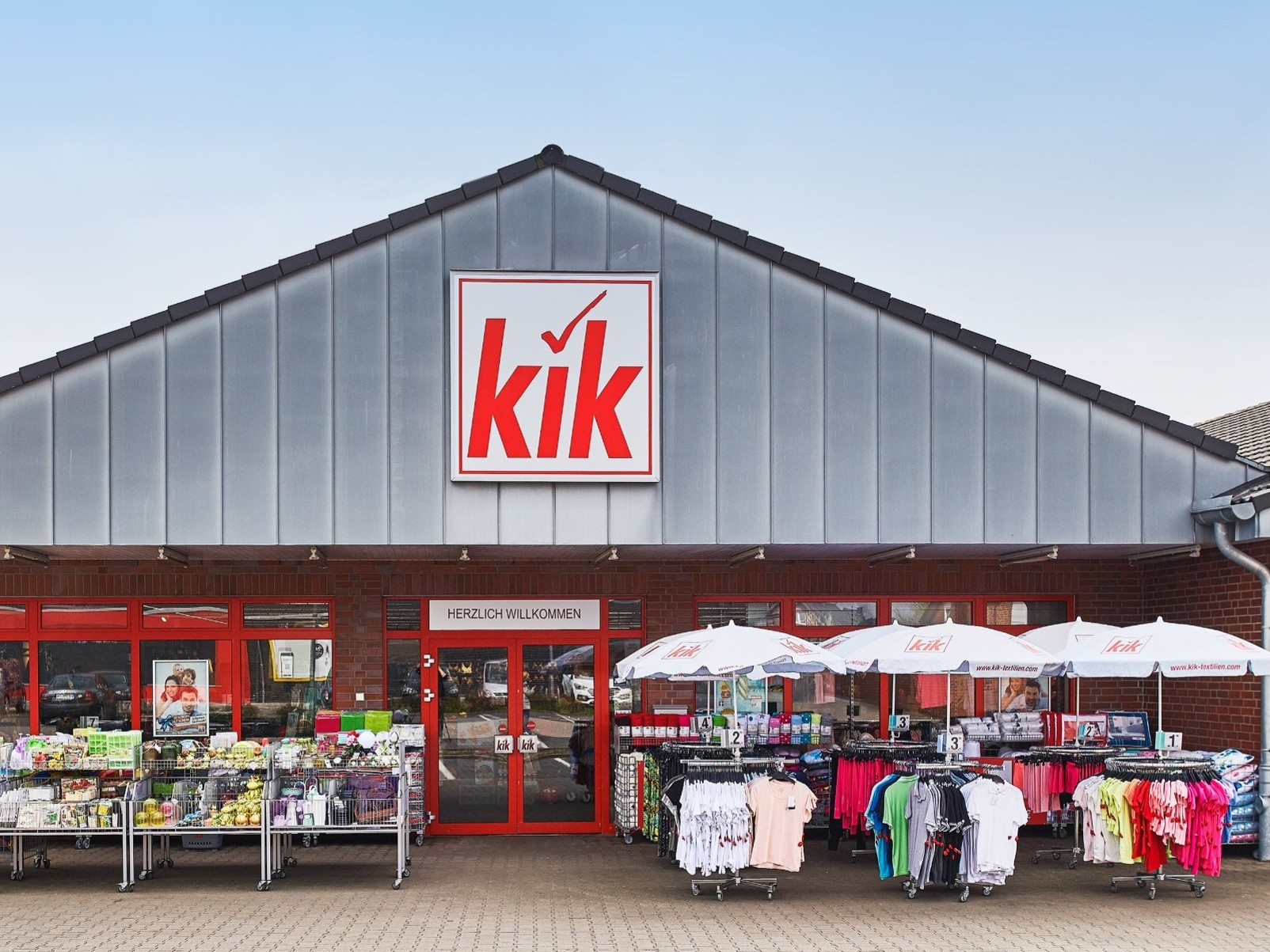
KiK-Filiale in Deutschland

Neben dem deutschen Markt ist KiK auch in Österreich, Slowenien, Tschechien, Ungarn, der Slowakei, Kroatien, Polen, Niederlande, Italien, Rumänien, Bulgarien, Spanien und Portugal vertreten. Insgesamt betreibt KiK mehr als 4200 Filialen, darunter 2400 in Deutschland. Darüber hinaus verfügt KiK über Lager in Bönen, Holzwickede sowie in Polen und der Slowakei. Die einzelnen Filialen befinden sich meist in der Nähe von anderen Discountern oder in Fachmarktzentren.
KiK besitzt keine eigenen Produktionsstätten, sondern lässt die Ware vor allem in Asien produzieren, insbesondere in China und Bangladesch. 2006 wurde von KiK ein Code of Conduct entwickelt, der die Handelsbeziehung mit rund 800 Direktlieferanten regelt. In diesem Verhaltenskodex sind die elementaren Arbeitsrichtlinien und Sozialstandards beschrieben, die bei der Herstellung zu beachten sind. KiK verzichtet auf Zwischenhandel und importiert die Waren zu 98 Prozent direkt über den Seeweg.
| Staat       | Filialen | Mitarbeiter | Seit |
| ----------- | -------- | ----------- | ---- |
| Deutschland | 2400     | >19.000     | 1994 |
| Kroatien    | >100     | >600        | 2011 |
| Niederlande | >65      | >550        | 2013 |
| Österreich  | >220     | >1500       | 1998 |
| Polen       | >450     | >2900       | 2012 |
| Slowakei    | >100     | >950        | 2008 |
| Slowenien   | >60      | >300        | 2007 |
| Tschechien  | >230     | >2000       | 2007 |
| Ungarn      | >120     | >860        | 2008 |
| Italien     | >150     | >975        | 2017 |
| Rumänien    | >140     | >800        | 2017 |
| Bulgarien   | >60      | >400        | 2020 |
| Spanien     | >40      | >350        | 2022 |
| Portugal    | >20      | >200        | 2022 |

### Mitarbeiter
Stand 2025 arbeiten für KiK 32.000 Mitarbeiter, davon über 19.000 in Deutschland. 93 Prozent aller Mitarbeiter arbeiten im Filialbereich. Die Frauenquote liegt bei 91 Prozent, die Führungspositionen sind zu 58 Prozent mit Frauen besetzt (Stand 2025).
Der Discounter bietet verschiedene Ausbildungsberufe und Praktika an, darunter die Ausbildung zum Bürokaufmann, zum Einzelhandelskaufmann, zum geprüften Handelsassistenten, zum geprüften Handelsfachwirt, zum Personaldienstleistungskaufmann und zum Bauzeichner. Neben den klassischen Berufen bildet KiK auch im dualen System zum Bachelor of Arts – Wirtschaft und Management (Vertiefung Handel oder Logistik) oder Bachelor of Science (Bekleidungstechnik) aus. 2024 stellte KiK 520 Auszubildende ein.
Im Oktober 2011 startete KiK eine Imagekampagne, um sich als Arbeitgeber vom schlechten Ruf zu befreien. Für die Imagekampagne hat der Discounter eigene Mitarbeiter zu Testimonials gemacht. Mit Statements wie „Die Arbeit macht hier richtig Spaß“ oder „Lieber echte Karriere, als falsche Ideale“ warben KiK-Mitarbeiter in roten T-Shirts in Print- und Online-Anzeigen für ihr Unternehmen.
Anfang 2025 startete KiK eine weitere Imagekampagne als Arbeitgeber. Zu den Werbemaßnahmen gehörten Plakate, Postkarten und digitale Formate, die über Karrierethemen informieren. Im Rahmen der Kampagne teilten zudem über 120 Mitarbeiter ihre persönlichen Erfahrungen bei KiK.
In der jährlich von der Textilwirtschaft durchgeführten Studie „Working in Fashion“ erreichte KiK 2019 im Arbeitgeber-Ranking von 40 Modeunternehmen insgesamt den 10. Platz. Sichere Arbeitsplätze, Zukunftspotential und Internationalität sowie eine hohe Bekanntheit wurden besonders positiv bewertet.

### Leitung

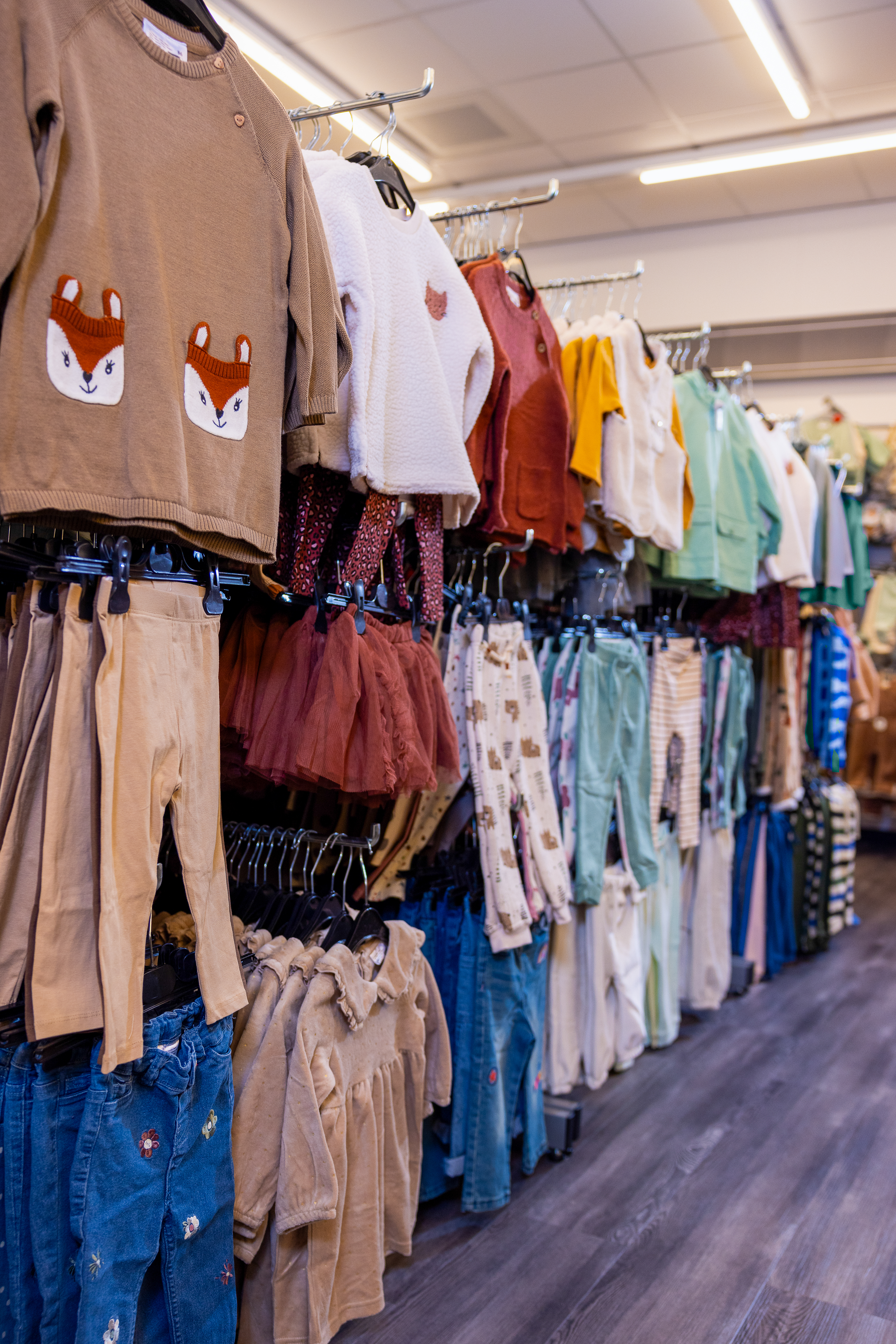
KiK-Filiale Textil

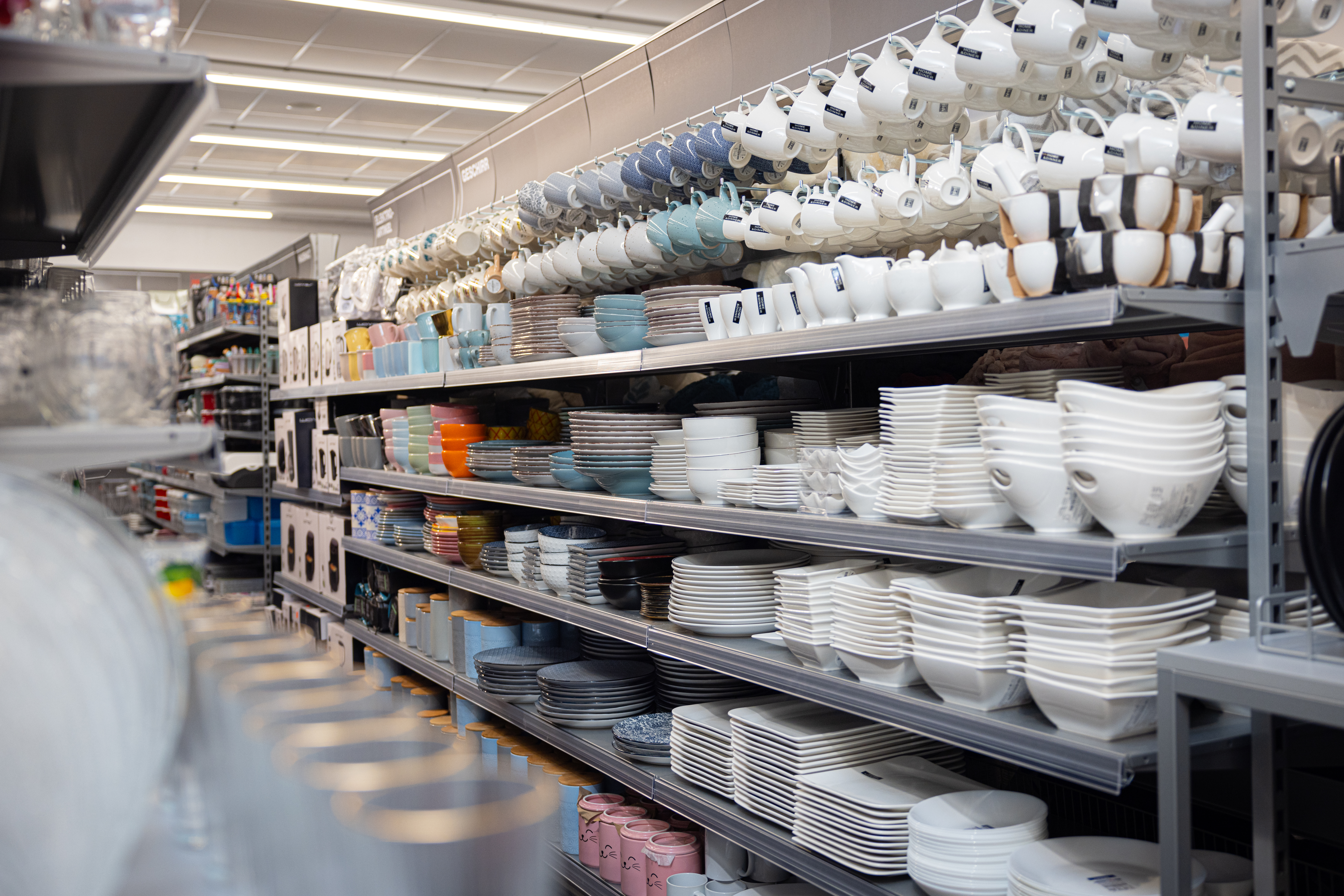
KiK-Filiale Non-Food

Zum 1. Januar 2012 übergab Gründer Heinig den Vorsitz der Geschäftsführung an Heinz Speet, der bis Ende 2015 das Unternehmen leitete. Seit dem 1. Januar 2016 ist Patrick Zahn neuer Vorsitzender der Geschäftsführung.

## Tätigkeit und Produkte
KiK vertreibt Bekleidung, Wohntextilien, Dekorationsprodukte sowie Haushaltsprodukte. Die Hälfte des Angebots besteht dabei aus Kleidung für Damen, Herren und Kinder. Die restlichen Produkte sind Non-Food-Artikel. KiK sieht sich dabei selbst als Nahversorger und achtet auf schnelle und einfache Erreichbarkeit der Filialen.
KiK bietet eine diverse Auswahl an Textilien für verschiedene Zielgruppen. Dazu gehören Damen-, Herren- und Kinderbekleidung sowie Babybekleidung. Das Sortiment umfasst Alltagsmode, Freizeitbekleidung und saisonale Artikel wie Winterjacken oder Sommermode. Neben Basics führt KiK auch Nacht- und Sportbekleidung.
Im Bereich Wohnen und Dekoration bietet KiK Artikel für die Verschönerung und Ausstattung des Zuhauses an. Zum Angebot gehören Wohntextilien wie Vorhänge, Kissen, Bettwäsche und Tischdecken. Ergänzt wird das Angebot durch saisonale Dekorationsartikel, etwa für Weihnachten, Ostern oder andere Anlässe und Feierlichkeiten. KiK führt auch kleinere, preisgünstigere Möbelstücke, Wanddekorationen, Kerzen und Vasen.
KiK vertreibt auch zahlreiche Haushaltsartikel für den täglichen Gebrauch. Dazu zählen Küchenutensilien sowie Reinigungsprodukte und Aufbewahrungsprodukte.
Seit der Erneuerung des Ladendesigns befinden sich im Eingangsbereich statt Rundständern hauptsächlich Präsentationsflächen für saisonale, monatlich wechselnde Waren und Angebote. Die Bekleidungsbereiche (Babybekleidung, Kinderbekleidung, Damenoberbekleidung und Herrenbekleidung) werden größtenteils auf T-Ständern und Stufentischen präsentiert statt auf den Rundständern. Der Non-Food-Bereich befindet sich im hinteren Teil der Ladenfläche und verfügt über einheitliche Regalsysteme. KiK plant, das neue Ladendesign bis 2028 europaweit umzusetzen.

## Sponsoring und Werbung
Der Discounter schaltet Anzeigen in Tageszeitungen, produziert Prospekte und wirbt im Rundfunk und Fernsehen.
2023 startete KiK eine internationale Werbekampagne zur Kundenaktivierung mit dem Namen „KiK – Mehr als du denkst“. Für diese Kampagne nutzt KiK verschiedene Werbemittel, darunter die Social-Media-Kanäle, Influencer-Kooperationen und Fernseh- und Radiowerbung. Ziel der Kampagne ist es, Bestands- und Neukunden neben den bekannten Produkten auch das Non-Food-Angebot vorzustellen.

### Sport
Seit 2002 trat KiK als Hauptsponsor verschiedener Bundesliga-Vereine auf. In den Spielzeiten 2002/03 und 2003/04 war KiK der Hauptsponsor des Fußballvereins Arminia Bielefeld und anschließend 2004/05 und 2005/06 der Hauptsponsor des Fußballbundesligisten Werder Bremen. In der Spielzeit 2007/08 war KiK Hauptsponsor der Bundesligisten Hansa Rostock und VfL Bochum, dessen Hauptsponsor sie auch in der Spielzeit 2008/09 waren. Seit 2017 ist KiK Premiumpartner des 1. FC Köln.
In Österreich trat KiK als Hauptsponsor der österreichischen Fußballschiedsrichter und des Grazer Traditionsvereins GAK auf.
Für die Dauer der Handball-Weltmeisterschaft 2009 in Kroatien war KiK außerdem Hauptsponsor der deutschen Handballnationalmannschaft der Männer. Von 2005 bis 2012 förderte KiK den Eishockeyclub EHC Dortmund.

### Entertainment
2007 entwarf Verona Pooth ihre erste Kollektion für KiK. Unter dem Slogan „Besser als wie man denkt“ startete KiK am 30. August 2009 seine Werbekampagne mit Pooth als Unternehmens-Testimonial in Deutschland und Österreich. Die Zusammenarbeit wurde 2014 beendet. Als Markenbotschafterin für die KiK-Marke Ergee wurde mit der früheren Eisschnellläuferin Anni Friesinger-Postma am 1. Juni 2015 ein zweijähriger Vertrag geschlossen.
2016 und 2017 trat KiK als Sponsor des RTL-II-Formats Curvy Supermodel auf. Kundenkritik nach dem Engagement eines schwarzen Models parierte der Discounter mit einem offenen Brief und setzte damit ein Zeichen gegen Rassismus.
Weiterhin vertreibt KiK seit Januar 2025 Merchandise zur Serie Ich bin ein Star – Holt mich hier raus!.

## Engagement

### Umwelt
Im Rahmen seiner Nachhaltigkeitsstrategie fördert KiK umweltschonendere Produktionsprozesse. Dazu gehört die Einführung von Produkten aus Bio-Baumwolle sowie die Umrüstung auf stromsparende LED-Beleuchtung. Das Unternehmen verpflichtete sich, bis 2030 den CO2-Ausstoß zu senken und energieeffizientere Logistikprozesse zu etablieren.
KiK trat am 1. Juni 2015 dem im Oktober 2014 vom Bundesministerium für wirtschaftliche Zusammenarbeit und Entwicklung gegründeten Bündnis für nachhaltige Textilien bei. Zur Umsetzung der Ziele des Textilbündnisses veröffentlichte das Unternehmen freiwillig seinen Maßnahmenplan mit dem Hinweis, damit die Ernsthaftigkeit seines Engagements im Bündnis zu demonstrieren und einen Beitrag zum Gelingen des Textilbündnisses leisten zu wollen.
KiK verkauft seit dem 1. Oktober 2015 keine Plastiktüten mehr. Durch diese Maßnahme spart KiK jährlich 33 Millionen Plastiktüten ein. Weiterhin reduziert KiK Abfall, indem das Sortiment über mehrere Saisons hinweg angeboten wird, anstatt es zu vernichten.

### Soziales
Ein Bestandteil des gesellschaftlichen Engagements von KiK ist die Verbesserung der Arbeitsbedingungen in den Produktionsländern. Nach dem Fabrikeinsturz von Rana Plaza in Bangladesch im Jahr 2013 trat KiK dem Accord on Fire and Building Safety in Bangladesh bei, einem verbindlichen Abkommen zur Verbesserung von Brandschutz- und Sicherheitsstandards. Das Unternehmen unterstützt darüber hinaus unabhängige Fabriküberprüfungen und bietet Schulungen zur Arbeitssicherheit und Arbeitnehmerrechten an. 2022 unterzeichnete es zudem als erstes deutsches Unternehmen den Accord Pakistan.
KiK führte zudem eine Auditorenhaftung ein, mit der Prüfunternehmen für die Richtigkeit ihrer Angaben haften, und unterstützt das öffentliche Lieferkettengesetz, das die Sorgfaltspflichten der Unternehmen für die Gewährleistung guter Produktionsbedingungen regelt. KiK beteiligt sich an der Initiative des Bündnisses für nachhaltige Textilien in Kambodscha, deren Ziel die Einführung existenzsichernder Löhne ist.
Weiterhin investiert KiK in Bildungsprojekte in Produktionsländern wie Bangladesch und Pakistan. So fördert das Unternehmen den Bau von Schulen, um Kindern in benachteiligten Regionen Zugang zu Bildung zu ermöglichen. In Deutschland engagiert sich das Unternehmen durch Spenden an lokale gemeinnützige Organisationen, um Bildungsinitiativen und soziale Einrichtungen zu unterstützen. In Bangladesch finanziert KiK gemeinsam mit dem privaten gemeinnützigen Träger UCEP vier Schulen mit insgesamt 2.000 Kindern.
KiK leistet zudem humanitäre Hilfe in Krisensituationen. Beispielsweise spendete das Unternehmen nach Naturkatastrophen wie dem Erdbeben in Haiti für Soforthilfemaßnahmen. Diese Hilfsprojekte werden oft in Zusammenarbeit mit internationalen Hilfsorganisationen durchgeführt.
Außerdem unterstützt KiK die Stiftung Help and Hope durch Sach- und Geldspenden.
Das Unternehmen ist zudem u. a. Mitglied bei Gesicht zeigen! Für ein weltoffenes Deutschland e. V., einem bundesweit agierenden Verein gegen Fremdenfeindlichkeit, Rassismus, Antisemitismus und jede sonstige Form rechter Gewalt.

## Kritik

### Betriebsrat
2007 organisierten Mitarbeiter von KiK Textilien und Non Food GmbH & Co. KG in Österreich eine Betriebsratswahl. Der Spitzenkandidat Andreas Fillei und dessen Liste wurden jedoch von der mehrheitlich unternehmensnahen Wahlkommission nicht zugelassen, da angeblich drei von 15 Unterstützungserklärungen unleserlich seien. Zwei Tage nach Ausschreibung der Wahl wurde Fillei fristlos entlassen und erhielt Hausverbot in allen Filialen. Das Arbeits- und Sozialgericht Wien erklärte die Entlassung für rechtswidrig, das Hausverbot wurde aufgehoben. Die verbleibende wahlwerbende Liste, vom KiK-Management aufgestellt, nahm die Wahl nach der Abstimmung nicht an. Daher hat KiK Österreich keinen Betriebsrat. Nach der Entlassung kam es zudem zu Demonstrationen von etwa 300 Mitarbeitern und Gewerkschaftern vor der KiK-Zentrale in Wien. Diese warfen dem Unternehmen vor, Abschlussarbeiten von mindestens einer Stunde am Tag trotz Niedrigstgehältern nicht auszuzahlen.

### Mitarbeiter und Löhne
In der Reportage Tod in der Fabrik: Der Preis für billige Kleidung deckten Reporter mit versteckter Kamera Missstände in den Filialen in Deutschland auf. Die Notausgänge waren abgeschlossen und den Mitarbeitern wurde es verboten, sie aufzuschließen, wenn keine besondere Notsituation bestehe.
Im Mai 2009 ermittelte die Staatsanwaltschaft gegen KiK wegen Verstoßes gegen das Bundesdatenschutzgesetz, da das Unternehmen seit Januar 2008 Mitarbeiter regelmäßig bei der Auskunftei Creditreform überprüfte – insgesamt über 49.000 Anfragen. Das Verfahren wurde eingestellt, da keine systematische Aussiebung nachweisbar war. Im Juli 2010 prüfte die Staatsanwaltschaft jedoch erneut, ob Vorwürfe des ehemaligen Bezirksleiters Guido Hagelstede ein neues Verfahren rechtfertigen. Nach Recherchen des ARD-Magazins Panorama, deren Ergebnis in der Sendung vom 22. Juli 2010 veröffentlicht wurde, bestätigen sich die Vorwürfe. Hagelstede erklärte in der Sendung, dass die Praxis gezielt zum Entlassen von Mitarbeitern mit finanziellen Problemen angewiesen wurde.
Am 9. Oktober 2007 zeigte ver.di KiK wegen Lohndumping an. Die Staatsanwaltschaft Dortmund stellte das Verfahren am 26. November 2007 mangels strafrechtlicher Hinweise ein. Das Arbeitsgericht Dortmund bewertete die Bezahlung einer Teilzeitangestellten in einem nicht rechtskräftigen Urteil (Aktenzeichen 4 Ca 274/08) als sittenwidrig. Im August 2010 kündigte das Unternehmen an, ab dem 1. Oktober 2010 einen Mindestlohn von 7,50 Euro zu zahlen. Diese Entscheidung sei vor dem Hintergrund eines langfristigen Strategiewechsels zu sehen. Seit dem 1. Januar 2015 zahlt KiK flächendeckend den Mindestlohn.

### Arbeitsbedingungen in den Zuliefererländern
KiK wurde mehrfach für die Arbeitsbedingungen in seinen Zulieferländern kritisiert; KiK lässt in u. a. China, Bangladesch, Pakistan, Türkei, Indien und Deutschland produzieren.
Im September 2012 kam es in Pakistan in einer Textilfabrik von Ali Enterprises, die KiK belieferte, zu einem Brand, bei dem 255 Menschen starben. Das Unglück zählt damit zu den verheerendsten seiner Art in der Textil-Lieferkette. KiK stand in der Folge massiv in der Kritik und war zu Entschädigungszahlungen in Millionenhöhe gezwungen (s. unten). KiK trat aufgrund von öffentlichem Druck am 1. Juni 2015 dem im Oktober 2014 gegründeten Bündnis für nachhaltige Textilien bei. Drei Hinterbliebene und ein Verletzter des Fabrikbrandes reichten beim Landgericht Dortmund Klage auf Schmerzensgeld gegen den Discounter ein. Das Landgericht Dortmund wies im November 2018 die Klage wegen Verjährung ab. Das Oberlandesgericht Hamm bestätigte das Urteil. Den Angehörigen und Hinterbliebenen zahlte KiK jedoch auf freiwilliger Basis insgesamt 6,15 Millionen US-Dollar als finanziellen Ausgleich.
Im April 2013 kam es zum Einsturz einer Textilfabrik in Bangladesch, bei dem über 1000 Menschen starben. Geschäftsführer Heinz Speet bestritt zunächst eine Mitverantwortung seines Unternehmens. Zum Zeitpunkt des Unglücks war in Rana Plaza nicht für KiK produziert worden, allerdings hatte ein KiK-Importeur bis kurz vor dem Unglück in der Fabrik produzieren lassen. Daher wurden in den Trümmern auch Textilien von KiK gefunden. Insgesamt zahlte KiK eine Million US-Dollar in den Entschädigungsfonds für Opfer und Hinterbliebene ein. Nach diesem Einsturz unterzeichnete eine Allianz der Textilunternehmen in Zusammenarbeit mit Gewerkschaften, Nichtregierungsorganisationen und Behörden vor Ort den Accord on Fire and Building Safety in Bangladesch. Das rechtlich verbindliche Abkommen sollte innerhalb von fünf Jahren die Gesundheits- und Sicherheitsstandards in der Textilindustrie Bangladeschs verbessern, unter anderem durch regelmäßige Audits unabhängiger Prüfinstitute, die auch die Einhaltung der Beschäftigtenrechte überprüfen. KiK trat im Mai 2013 als zweites deutsches Handelsunternehmen dem Brandschutzabkommen bei. Das rechtlich verbindliche Abkommen soll in einem Zeitraum von fünf Jahren zu einer Verbesserung der Gesundheits- und Sicherheitsmaßnahmen in der Textilindustrie von Bangladesch beitragen. Im Juni 2017 gehörte KiK zu den ersten Unterzeichnern der Neuauflage des Abkommens, das am 31. Mai 2018 in Kraft trat und bis 2021 lief. Das Abkommen betonte auch Programme zur stärkeren Einbindung der Mitarbeiter in die Verbesserung der Sicherheitsbedingungen in den Fabriken. Es wurde zudem beklagt, dass es in den Zuliefererfabriken kein Recht auf Vereinigungsfreiheit gebe. Durch den Accord on Fire and Building Safety in Bangladesch wird das Recht auf Vereinigungsfreiheit gefördert.
Aufgrund der Kritik und der Unfälle überarbeitete KiK mehrfach seinen Verhaltenskodex; die letzte Fassung stammt aus dem Dezember 2022. Danach müssen die Angestellten eine Bezahlung erhalten, die dem gesetzlichen oder branchenüblichen Mindestlohnniveau entspricht. Schriftliche Arbeitsverträge, die Einhaltung der gesetzlichen Arbeitszeiten und eine transparente Entlohnung sind Bestandteil des Code of Conduct. Überstunden müssen mit gesetzlichen oder branchenüblichen Zuschlägen vergütet werden. Der Vorsitzende der Geschäftsführung von KiK, Patrick Zahn, forderte eine Erhöhung der Mindestlöhne in Bangladesch um 10 Prozent. Dieser liegt in Bangladesch seit Dezember 2023 bei rund 106 Euro pro Monat.

### Qualitätsmängel
Zwischen 2019 und 2023 wurde im europäischen Schnellwarnsystem RAPEX und von der Bundesanstalt für Arbeitsschutz und Arbeitsmedizin mehrfach vor gefährlichen Produkten aus dem Sortiment von KiK gewarnt, darunter Produkte mit erhöhtem Bleigehalt, verbotenen Azofarbstoffen, Kinderspielzeuge und -bekleidung mit Formaldehyd sowie Schuhe mit Biozid. Als Mitglied im Textilbündnis schloss sich KiK der Entscheidung vom September 2016 an, 100 problematische Chemikalien in der Textilproduktion schrittweise durch unbedenkliche Substanzen zu ersetzen bzw. nur in sehr niedrigen Konzentrationen zu verwenden.

## Image bei Kunden
KiK verfügt in Deutschland laut den German Brand Awards über einen Bekanntheitsgrad von 98 Prozent. Das Unternehmensimage ist gemischt. Aufgrund vergangener Vorfälle in den Zulieferländern sehen Kunden KiK teils als kritisch an. Im April 2011 erstellte das IFH Köln erstmals eine empirische Studie namens „CSR-Tracker“. Es befragte insgesamt 3145 Verbraucher zu ihren Meinungen bzw. Wahrnehmungen. Dabei wurden auch Urteile für 46 Handelsunternehmen aus den Bereichen Lebensmittel-Einzelhandel, DIY, Drogeriemärkte, Textilhandel sowie Möbel- und Versandhandel erhoben. Schlusslichter dieser 46 waren die Unternehmen KiK und Schlecker.
Trotz einiger Vorbehalte kauften Kunden trotzdem bei KiK ein und schätzen vor allem die niedrigen Preise sowie die Nähe der Filialen. Im Ranking der umsatzstärksten Textilunternehmen Deutschlands kam KiK 2018 auf den 5. Platz. Nach der Verbrauchs- und Medienanalyse VuMA 2019 zu den beliebtesten Bekleidungsgeschäften und Textilkaufhäusern hatten 15 Prozent der Befragten in den letzten 6 Monaten bei KiK eingekauft. Damit rangierte KiK hinter C&A, H&M und Peek & Cloppenburg auf Platz 4 in der Gunst der Kunden. 2021 berichtete die Wirtschaftswoche, dass KiK sein Image in diesem Jahr verbessern konnte, aber dennoch hinter Discountern wie NKD und Takko liegt.

## Auszeichnungen (Auswahl)
- 2015: Auszeichnung des KiK-Onlineshops als Top Shop 2015 durch Computer Bild.[105]
- 2018: 2. Platz beim deutschen CSR-Forum in der Kategorie „Globale Verantwortung“.[106][107]
- 2018: 2. Platz beim CSR Excellence Award in der Kategorie „Philanthropie“ und den 3. Platz in der Kategorie „Innovation“.[108]
- 2024: German Brand Award für die Kampagne KiK – Mehr als du denkst in den Kategorien „Brand Communication – 360° Campaign“ und „Brand Strategy of the Year“.[109][46]